# 苏拉娅·阿格海伊哈吉亚加
苏拉娅·阿格海伊哈吉亚加（波斯語：‎，1996年1月28日—），（2016年前稱：阿格海伊·哈吉亚加·苏拉娅），伊朗女子羽毛球運動員。

## 簡歷
2015年6月，阿格海伊·哈吉亚加·苏拉娅出戰毛里裘斯國際賽，與涅金·阿米莉波尔合作赢得女子雙打冠軍。

## 主要比賽成績
只列出曾進入準決賽的國際賽事成績：
| 年份   | 賽事                     | 公開賽級別 | 項目     | 搭檔                  | 成績   |
| ------ | ------------------------ | ---------- | -------- | --------------------- | ------ |
| 2015年 | 伊朗羽毛球國際挑戰賽     | 國際挑戰賽 | 女子雙打 | 涅金·阿米莉波尔       | 準決賽 |
| 2015年 | 烏干達羽毛球國際賽       | 國際系列賽 | 女子單打 | －                    | 準決賽 |
| 2015年 | 烏干達羽毛球國際賽       | 國際系列賽 | 女子雙打 | 涅金·阿米莉波尔       | 亞軍   |
| 2015年 | 毛里裘斯羽毛球國際賽     | 國際系列賽 | 女子雙打 | 涅金·阿米莉波尔       | 冠軍   |
| 2015年 | 哈薩克羽毛球國際賽       | 國際系列賽 | 女子單打 | －                    | 準決賽 |
| 2015年 | 哈薩克羽毛球國際賽       | 國際系列賽 | 女子雙打 | 涅金·阿米莉波尔       | 亞軍   |
| 2015年 | 蒙古國羽毛球國際賽       | 國際系列賽 | 女子單打 | －                    | 準決賽 |
| 2015年 | 蒙古國羽毛球國際賽       | 國際系列賽 | 女子雙打 | 涅金·阿米莉波尔       | 準決賽 |
| 2015年 | 贊比亞羽毛球國際賽       | 國際系列賽 | 女子單打 | －                    | 亞軍   |
| 2015年 | 贊比亞羽毛球國際賽       | 國際系列賽 | 女子雙打 | 涅金·阿米莉波尔       | 亞軍   |
| 2016年 | 尼泊爾羽毛球國際系列賽   | 國際系列賽 | 女子單打 | －                    | 準決賽 |
| 2016年 | 尼泊爾羽毛球國際系列賽   | 國際系列賽 | 女子雙打 | 德維·尤妮達·英達·薩里 | 準決賽 |
| 2017年 | 尼泊爾羽毛球國際系列賽   | 國際系列賽 | 女子單打 | －                    | 亞軍   |
| 2018年 | 尼泊爾羽毛球國際系列賽   | 國際系列賽 | 女子單打 | －                    | 準決賽 |
| 2018年 | 尼泊爾羽毛球國際系列賽   | 國際系列賽 | 女子雙打 | 德·塔·图萨            | 準決賽 |
| 2019年 | 貝寧羽毛球國際賽         | 國際系列賽 | 女子單打 | －                    | 準決賽 |
| 2019年 | 貝寧羽毛球國際賽         | 國際系列賽 | 女子雙打 | 莎明·阿伯科雅斯特     | 準決賽 |
| 2019年 | 科特迪瓦羽毛球國際賽     | 國際系列賽 | 女子單打 | －                    | 準決賽 |
| 2019年 | 科特迪瓦羽毛球國際賽     | 國際系列賽 | 女子雙打 | 莎明·阿伯科雅斯特     | 冠軍   |
| 2019年 | 加納羽毛球國際賽         | 國際系列賽 | 女子雙打 | 莎明·阿伯科雅斯特     | 準決賽 |
| 2019年 | 巴基斯坦羽毛球國際系列賽 | 國際系列賽 | 女子單打 | －                    | 亞軍   |
| 2019年 | 喀麥隆羽毛球國際賽       | 國際系列賽 | 女子單打 | －                    | 冠軍   |
| 2020年 | 伊朗羽毛球國際挑戰賽     | 國際挑戰賽 | 女子單打 | －                    | 準決賽 |
| 2020年 | 伊朗羽毛球國際挑戰賽     | 國際挑戰賽 | 女子雙打 | 莎明·阿伯科雅斯特     | 準決賽 |

| 2007-2017年 | 首要超級賽 | 超級賽 | 黃金大獎賽 | 大獎賽 | 國際挑戰賽 | 國際系列賽 | 未來系列賽 | 其他 |

| 2018-2026年 | 總決賽 | 超級1000賽 | 超級750賽 | 超級500賽 | 超級300賽 | 超級100賽 | 國際挑戰賽 | 國際系列賽 | 未來系列賽 | 其他 |

### 奧運會和世錦賽參賽紀錄
|          | 2020       |
| -------- | ---------- |
| 女子單打 | 小組第二名 |